# Kaiser der Gladiatoren
Kaiser der Gladiatoren (Fernsehtitel Titan der Gladiatoren, Originaltitel I due gladiatori) ist ein italienischer Sandalenfilm aus dem Jahr 1964. Die weitgehend fiktive Handlung dreht sich um die Ereignisse, die im Fünfkaiserjahr 193 n. Chr. zum Tod des römischen Kaisers Commodus und zur Ausrufung von Pertinax als dessen Nachfolger führten.

## Handlung
Der heimlich bei einer Pflegefamilie aufgewachsene Lucius Crassus, Offizier der römischen Armee, ist der Zwillingsbruder des Kaisers Commodus. Dieser gerne bei Schaukämpfen als Gladiator auftretende Schläger folgte seinem Vater Mark Aurel auf dem Kaiserthron nach, ist jedoch mehr an Ausschweifungen und Befriedigungen seiner Triebe interessiert. So verstößt er auch die ihn mahnende ehemalige Geliebte Marcia und wendet seine Aufmerksamkeit der scheuen Aristokratin Emilia zu. Senator Tarrunius, der Crassus vor dem Tod im Säuglingsalter bewahrte, fordert den nun Erwachsenen zum aktiven Widerstand gegen den Zwillingsbruder auf. Erste Versuche einer Verschwörung werden durch Vertraute des Commodus, Laetus und Cleander, zunichtegemacht. Auf dem Weg nach Rom sammeln Crassus und zwei Weggefährten Gleichgesinnte und stellen sich der Prätorianergarde. Überwältigt und ins Gefängnis gesteckt, lernt Crassus dort Emilia kennen, die in Beugehaft ist, nach ihrer Weigerung, Commodus zu Willen zu sein. Beide – Crassus und Emilia – können fliehen. Crassus nutzt die Leidenschaft seines Bruders aus und schlägt ihn im Gladiatoren-Zweikampf. Zunächst zum Kaiser ausgerufen, verzichtet Crassus zugunsten der Gründung einer Familie mit Emilia und überlässt dem weisen Senator Pertinax den Thron.

## Hintergrund
Die Handlung ist eine alternative Umsetzung von Elementen des Stoffes des kurz zuvor erschienen US-Monumentalfilmes Der Untergang des römischen Reiches, der auch Vorlage für Ridley Scotts Gladiator aus dem Jahr 2000 war.

## Kritik
Der Filmdienst sah einen „typische(n) "Sandalenfilm": viel Spektakel und Kampfgetümmel vor frei erfundenem historischem Hintergrund.“. Auch die „Segnalazioni Cinematografiche“ waren nicht begeistert und nannten das Werk ein unprätentiöses Filmchen, das auf wenig prägnante Schauspielerei und oberflächliche Regie setze.